# Eduardo Quaresma
Eduardo Filipe Quaresma Coimbra Simões (Barreiro, 2 de março de 2002) é um futebolista português que atua como zagueiro. Atualmente joga no Sporting.

## Carreira

### Início
Nascido em Barreiro, no Distrito de Setúbal, Quaresma começou na base do GD Fabril com apenas 3 anos, chegando ao Sporting em 2011, aos 9 anos. Vários clubes como Manchester United, Chelsea, Liverpool e Juventus, fizeram ofertas pelo jogador na base, além de fazer parte das seleções de base potuguesas desde o Sub-15 e somar 36 jogos entre Sub-15 e Sub-19.
Em maio de 2020, o Sporting rejeitou uma oferta feita pelo Milan para levar o jogador, sendo oferecido 5 milhões de euros mais o lateral Diego Laxalt. Internazionale e RB Leipzig também se interessaram pelo atleta, mas Quaresma assinou um novo contrato com clube português, válido até 2025, cláusula de rescisão de 45 milhões de euros e um salário anual de 250 mil euros.

### Sporting
Lançado pelo tecnico Rúben Amorim, fez sua estréia profissional em 4 de junho de 2020, no empate por 2 a 2 contra o Vitória de Guimarães, válido pela 25° rodada da Primeira Liga, jogando os 90 minutos. Teve uma estréia muito boa e destacada, sendo o jogador com mais toques na bola (92), mais passes (80) e mais roubadas de bola (4).

### Tondela
Em 27 de julho de 2021, Quaresma foi anunciado por empréstimo ao Tondela, por uma temporada.
Fez sua estreia em 8 de agosto, na vitória de 3 a 0 sobre o Santa Clara pela 1a rodada da Primeira Liga. Fez seu primeiro gol pelo Tondela em 7 de fevereiro de 2022, na derrota de 3–1 para o Benfica na 21ª rodada da Primeira Liga. Marcou também em 19 de março, no empate de 2–2 com o Arouca na 27ª rodada da Liga. Apesar do primeiro rebaixamento do Tondela para Segunda Divisão, atuou regularmente na temporada em 29 partidas com dois gols feitos antes da final da Taça da Liga. Após o fim de seu empréstimo em junho, Eduardo retornou ao Sporting. Fez 30 partidas durante sua passagem pelo Auriverde.

### Hoffenheim
Após retornar do Tondela, Quaresma foi emprestado novamente mas dessa vez para o clube alemão Hoffenheim, sendo anunciado em 4 de agosto de 2022 até o final da temporada com opção de compra, escolhendo a camisa 26 para utilizar. Porém, não conseguiu atuar com regularidade e disputou apenas seis jogos, sendo devolvido ao Sporting em maio de 2023.

## Seleção Portuguesa

### Portugal Sub-20
Foi um dos 24 jogadores convocados da seleção Sub-20 para um estágio de treinamentos entre os 8 à 14 de novembro de 2020, em Oeiras.

### Portugal Sub-21
Em 2020, foi convocado pela 1° vez para o Sub-21 pelo técnico Rui Jorge, para os jogos contra Chipre e a Bielorrússia, válidos pela eliminatórias da Euro 2021 Sub-21, nos dias 4 e 8 de setembro, respectivamente.

## Vida pessoal
Eduardo é um parente distante do ídolo do Flamengo Zico e também do conterrâneo Ricardo Quaresma, que teve passagens de destaque por Sporting e Besikitas além de ter disputado três Eurocopas e uma Copa do Mundo por Portugal.

## Estatísticas
Atualizadas até 7 de junho de 2023

### Clubes
| Equipe            | Temporada         | Campeonato nacional | Campeonato nacional | Campeonato nacional | Copa nacional[a] | Copa nacional[a] | Copa nacional[a] | Competições continentais[b] | Competições continentais[b] | Competições continentais[b] | Outros torneios[c] | Outros torneios[c] | Outros torneios[c] | Total | Total | Total   |
| Equipe            | Temporada         | Jogos               | Gols                | Assist.             | Jogos            | Gols             | Assist.          | Jogos                       | Gols                        | Assist.                     | Jogos              | Gols               | Assist.            | Jogos | Gols  | Assist. |
| ----------------- | ----------------- | ------------------- | ------------------- | ------------------- | ---------------- | ---------------- | ---------------- | --------------------------- | --------------------------- | --------------------------- | ------------------ | ------------------ | ------------------ | ----- | ----- | ------- |
| Sporting          | 2019–20           | 9                   | 0                   | 0                   | —                | —                | —                | —                           | —                           | —                           | —                  | —                  | —                  | 9     | 0     | 0       |
| Sporting          | 2020–21           | 2                   | 0                   | 0                   | 1                | 0                | 0                | 0                           | 0                           | 0                           | —                  | —                  | —                  | 3     | 0     | 0       |
| Sporting          | Total             | 11                  | 0                   | 0                   | 1                | 0                | 0                | 0                           | 0                           | 0                           | 0                  | 0                  | 0                  | 12    | 0     | 0       |
| Sporting B        | 2021–22           | 6                   | 0                   | 0                   | —                | —                | —                | —                           | —                           | —                           | —                  | —                  | —                  | 6     | 0     | 0       |
| Sporting B        | Total             | 6                   | 0                   | 0                   | 0                | 0                | 0                | 0                           | 0                           | 0                           | 0                  | 0                  | 0                  | 6     | 0     | 0       |
| Tondela           | 2021–22           | 25                  | 2                   | 1                   | 5                | 0                | 0                | —                           | —                           | —                           | —                  | —                  | —                  | 30    | 2     | 1       |
| Tondela           | Total             | 25                  | 2                   | 1                   | 5                | 0                | 0                | 0                           | 0                           | 0                           | 0                  | 0                  | 0                  | 30    | 2     | 1       |
| Hoffenheim        | 2022–23           | 6                   | 0                   | 0                   | —                | —                | —                | —                           | —                           | —                           | —                  | —                  | —                  | 6     | 0     | 0       |
| Hoffenheim        | Total             | 6                   | 0                   | 0                   | 0                | 0                | 0                | 0                           | 0                           | 0                           | 0                  | 0                  | 0                  | 6     | 0     | 0       |
| Total na carreira | Total na carreira | 48                  | 2                   | 1                   | 30               | 0                | 0                | 0                           | 0                           | 0                           | 0                  | 0                  | 0                  | 54    | 2     | 1       |

- a. ^ Jogos da Taça da Liga e Taça de Portugal
- b. ^ Jogos da Liga Europa da UEFA
- c. ^ Jogos do

## Títulos
Sporting
- Primeira Liga: 2020–21, 2023–24 e 2024–25[23]
- Taça da Liga: 2020–21
- Taça de Portugal: 2024–25[24]

### Prêmios individuais
- 50 melhores revelações do futebol mundial em 2020: 36º lugar (NXGN)[25]